# Именска Горца
Именска Горца (словен. Imenska Gorca) је насељено место у општини Подчетртек, Савињска регија, Словенија.

## Историја
До територијалне реорганизације у Словенији била је у саставу старе општине Шмарје при Јелшах.

## Становништво
У попису становништва из 2011. године, Именска Горца је имала 73 становника.
| Број становника према пописима | Број становника према пописима | Број становника према пописима |
| ------------------------------ | ------------------------------ | ------------------------------ |
| 1991                           | 2002                           | 2011                           |
| 63                             | 54                             | 73                             |